# Metin Tekin
Metin Tekin (ur. 8 maja 1964 w İzmicie) – piłkarz turecki grający na pozycji bocznego pomocnika. W swojej karierze rozegrał 34 mecze w reprezentacji Turcji, w których strzelił 2 gole.

## Kariera klubowa
Swoją karierę piłkarską Tekin rozpoczął w klubie Kocaelispor. W 1981 roku podjął treningi w Beşiktaşu JK ze Stambułu. W sezonie 1982/1983 zadebiutował w nim w pierwszej lidze tureckiej. Od sezonu 1983/1984 był podstawowym zawodnikiem Beşiktaşu. Wraz z Beşiktaşem pięciokrotnie wywalczył tytuł mistrza Turcji w latach 1986, 1990, 1991, 1992 i 1995. W latach 1989, 1990 i 1994 zdobywał Puchar Turcji. W swojej karierze sięgnął też po Superpuchar Turcji w latach 1986, 1989, 1992 i 1994. W Beşiktaşie grał do końca 1996 roku. W barwach Beşiktaşu rozegrał 320 meczów ligowych, w których strzelił 47 bramek.
Na początku 1997 roku Tekin przeszedł do innego pierwszoligowego klubu, Vansporu. Występował w nim do zakończenia sezonu 1996/1997 i latem 1997 zakończył swoją karierę.
| Sezon   | Klub             | Kraj   | Rozgrywki | Mecze | Bramki |
| ------- | ---------------- | ------ | --------- | ----- | ------ |
| 1982/83 | Beşiktaş JK      | Turcja | 1. Lig    | 20    | 1      |
| 1983/84 | Beşiktaş JK      | Turcja | 1. Lig    | 29    | 5      |
| 1984/85 | Beşiktaş JK      | Turcja | 1. Lig    | 34    | 6      |
| 1985/86 | Beşiktaş JK      | Turcja | 1. Lig    | 32    | 13     |
| 1986/87 | Beşiktaş JK      | Turcja | 1. Lig    | 33    | 9      |
| 1987/88 | Beşiktaş JK      | Turcja | 1. Lig    | 22    | 2      |
| 1988/89 | Beşiktaş JK      | Turcja | 1. Lig    | 13    | 0      |
| 1989/90 | Beşiktaş JK      | Turcja | 1. Lig    | 29    | 13     |
| 1990/91 | Beşiktaş JK      | Turcja | 1. Lig    | 26    | 7      |
| 1991/92 | Beşiktaş JK      | Turcja | 1. Lig    | 19    | 7      |
| 1992/93 | Beşiktaş JK      | Turcja | 1. Lig    | 21    | 7      |
| 1993/94 | Beşiktaş JK      | Turcja | 1. Lig    | 22    | 1      |
| 1994/95 | Beşiktaş JK      | Turcja | 1. Lig    | 24    | 5      |
| 1995/96 | Beşiktaş JK      | Turcja | 1. Lig    | 13    | 1      |
| 1996/97 | Beşiktaş JK      | Turcja | 1. Lig    | 4     | 0      |
| 1996/97 | Belediye Vanspor | Turcja | 1. Lig    | 11    | 1      |

## Kariera reprezentacyjna
W reprezentacji Turcji Tekin zadebiutował 29 stycznia 1983 roku w zremisowanym 1:1 towarzyskim meczu z Rumunią. W swojej karierze grał w eliminacjach do Euro 84, MŚ 1986, Euro 88, MŚ 1990, Euro 92 i Euro 96. Od 1983 do 1995 roku rozegrał w kadrze narodowej 34 mecze i strzelił w nich 2 gole.